# 五味子甲素
五味子甲素（英語： 或 Deoxyschizandrin）是一种有机化合物，分子式C24H32O6，是传统中药材五味子（学名：Schisandra chinensis）中提取的生物活性物质，对脂联素受体2（ADIPOR2）具有激动剂作用。